# Chelsea Kane
Chelsea Kane Staub (Phoenix, Arizona, 15 de septiembre de 1988) es una actriz y ocasionalmente cantante estadounidense más conocida por interpretar el papel de Stella Malone en la serie original de Disney Channel, JONAS L.A., también por el papel de Suomi McIver en la serie Cuidado Ronnie! y por coprotagonizar las películas originales Minutemen y StarStruck. Ella aporta su voz en la nueva serie animada,  Fish Hooks.
Ella fue protagonista de la serie original de lockerz.com "The Homes", 
Chelsea Kane aparecerá como concursante en la temporada 12 de Dancing with the Stars.
Antes era conocida como Chelsea Staub hasta diciembre de 2010 cuando decidió cambiar su nombre artístico por Chelsea Kane.

## Carrera profesional
En 2007, interpretó su primer papel protagonista, así como su primer papel de cine en Bratz: The Movie como Meredith Baxter Dimly, principal antagonista de la película. Ella grabó dos canciones de la banda sonora de la película.
En 2008, actuó en la película original de Disney Channel, Minutemen, como Stephanie Jameson lanzada en enero de ese año; posteriormente apareció en un episodio de Wizards of Waverly Place. Para mediados de 2008 consiguió el papel de Stella Malone, la estilista y amiga de la banda ficticia JONAS en la serie original de Disney Channel, JONAS L.A. estrenada en mayo de 2009. Kane protagoniza con su voz la nueva serie animada Fish Hooks en el papel de Bea, amor platónico de Óscar y amiga de Milo.
Trabaja en una serie web para el sitio Lockerz, The Homes, que fue lanzada el 27 de enero de 2011. Chelsea Kane aparecerá como concursante en la temporada 12 de Dancing with the Stars. Actualmente coprotagoniza la comedia de la ABC Family Baby Daddy.

## Vida personal
Chelsea es hija de  Becky y John Staub nació en Phoenix, Arizona, y asistió a la escuela elemental Mohave Middle School, donde fue presidenta y delegada de la clase. Después asistió durante un año a la Saguaro High School antes de mudarse a Los Ángeles. Actualmente estudia en el Valley Youth Theatre. Chelsea tiene muy buena amistad con los Jonas Brothers, Ashley Tisdale, Nicole Anderson, Selena Gomez, Demi Lovato, Sterling Knight y Carla Medina, quien conducía el programa Zapping Zone, a la que conoció en los Disney Channel Games de 2008.
En marzo de 2008 se dijo que Chelsea y su entonces actual compañero de serie Joe Jonas salían, al publicarse fotos de los dos de compras y con las manos entrelazadas. Pero esto fue negado por ambos. 
Desde 2011 hasta 2012 estuvo saliendo con Stephen Colleti, un actor de la serie "One Tree Hill en la que hizo una pequeña aparición (2012) en la novena temporada.
Considera a Jean-Luc Bilodeau, su compañero de rodaje en Baby Daddy, su mejor amigo.

## Filmografía

### Películas
| Año  | Película         | Personaje             |
| ---- | ---------------- | --------------------- |
| 2003 | Arizona Summer   | Carol                 |
| 2007 | Bratz: The Movie | Meredith Baxter Dimly |
| 2008 | Minutemen        | Stephanie             |
| 2010 | Starstruck       | Alexis Bender         |
| 2013 | Lovestruck       | Joven Harper          |
| 2014 | Category 5       | Victoria              |
| 2014 | Lighthouse       | Eva Maclaine          |
| 2014 | Pop Fan          | Ava Pierce            |

### Series de televisión
| Año         | Título                                  | Personaje               | Notas                                             |
| ----------- | --------------------------------------- | ----------------------- | ------------------------------------------------- |
| 2004        | Listen Up!                              | Niña                    | 1 episodio                                        |
| 2004        | Summerland                              | Sharon                  | 1 episodio                                        |
| 2004        | Cracking Up                             | Nora Jones              | 2 episodios                                       |
| 2008        | Wizards of Waverly Place                | Kari Landsdorf          | 1 episodio                                        |
| 2008        | The Big Engvall Show                    | Erica                   | 1 episodio                                        |
| 2009—2011   | Jonas                                   | Stella Malone           | 34 episodios                                      |
| 2010 — 2014 | Fish Hooks                              | Bea (voz)               | 89 episodios                                      |
| 2011        | Dancing with the Stars                  | Ella misma, concursante | Temporada 12; 3.er puesto                         |
| 2011        | So Random!                              | Ella misma              | Episodio: "Chelsea Kane Staub and Hot Chelle Rae" |
| 2011        | The Homes                               | Annie Holmes            | 12 episodios                                      |
| 2012–2017   | Baby Daddy                              | Riley Perrin            | Principal, serie original de ABC Family           |
| 2012        | Drop Dead Diva                          | Paige McBride           | 1 episodio                                        |
| 2012        | One Tree Hill                           | Tara Richards           | 5 episodios                                       |
| 2012        | CSI: Crime Scene Investigation          | Brooke Cassidy          | 1 episodio                                        |
| 2013        | Hey Tucker!                             | Chelsea Kane            | 1 episodio (miniserie)                            |
| 2012        | Drop Dead Diva                          | Paige McBride           | Episodio: "Jane's Getting Married"                |
| 2015        | Rick and Morty                          | Arthricia (voz)         | Episodio : "Look Who's Purging Now"               |
| 2015        | Regular Show                            | Chrissy (voz)           | Episodio : "Return of Party Horse"                |
| 2018–2019   | Hot Streets                             | Jen Sanders (voz)       | Principal                                         |
| 2018        | A Christmas for the Books               | Joanna Moret            |                                                   |
| 2020-       | The Expanding Universe of Ashley Garcia | Ava Germanie            |                                                   |

## Música

### Bandas sonoras
| Año  | Canción                                                           | Álbum                        |
| ---- | ----------------------------------------------------------------- | ---------------------------- |
| 2007 | "It's All About Me" (con Malese Jow y Anneliese van der Pol)      | Bratz: Banda Sonora Original |
| 2007 | "Fabulous"                                                        | Bratz: B.S.O.                |
| 2011 | "When Everything Falls Back Down" (Action Item con Chelsea Staub) | The Stronger The Love        |

## Videos musicales
- 2009: "U Can't Touch This" (de Daniel Curtis Lee con Adam Hicks) - (Cameo)
- 2009: "Chelsea" (de The Summer Set) - (Cameo)
- 2010: L.A. Baby (Where Dreams Are Made Of) (Jonas Brothers)

## Premios
| Año  | Premio                   | Categoría                    | Trabajo    | Resultado |
| ---- | ------------------------ | ---------------------------- | ---------- | --------- |
| 2009 | Teen Choice Awards       | Estrella revelación femenina | JONAS      | Nominada  |
| 2010 | Hollywood Teen TV Awards | Actriz adolescente: Comedia  | JONAS L.A. | Nominada  |